# Гопљани
Гопљани (лат. Glopeani) — средњовековно западнословенско племе, које је касније постало део пољског народа. Ово племе је од 7. до 9. века насељавало територију око језера Гопло, а њихова престоница је била град Крушвица.
Средњовековни хроничари тврде да је на њиховој територији било око 400 утврђених дрвених насеља, али у току археолошких ископавања у области Крушвица нису успели да открију ниједно утврђење, иако су пронађена велика насеља. Лабуда сматра да су Гопљани били део Пољских племена, а њихов главни град је био Гњезно.